# Ramygala
Ramygala est une ville lituanienne située dans l’apskritis de Panevėžys.

## Démographie
En 2005 sa population était d’environ 1 700 habitants.